# Interstate H-2
L'Interstate H-2 (H-2) è un'autostrada statunitense della Interstate Highway che si estende per 13,41 chilometri sull'isola hawaiana di Oahu, collegando Pearl City con il centro abitato di Wahiawa. A nord termina con la Hawaii Route 99 a Wahiawa, mentre a sud termina con l'Interstate H-1 a Pearl City.
È anche nota come Veterans Memorial Freeway.